# Березове (Волноваський район)
Бере́зове — село (до 2011 року — селище) Вугледарської міської громади Волноваського району Донецької області України. У селі мешкає 575 людей.

## Загальна інформація
Відстань до Мар’їнки становить близько 27 км і проходить переважно автошляхом місцевого значення.
Землі села межують із територією с-ща Новотроїцьке Волноваського району та с-ща. Ясне Кальміуського району Донецької області.
Поруч із селом розташований зупинний пункт 1172 км.

## Історія

### Війна на сході України
З 2014 року село потрапило у зону бойових дій. Оборону тут тримала 28-ма бригада ЗСУ, яка 10 листопада 2014 року зазнала втрат у 3 загиблих бійця. 20 липня 2015-го терористи обстріляли Березове, поранено жінку від завалів у власній будові.

## Населення
За даними перепису 2001 року населення села становило 575 осіб, із них 73,57 % зазначили рідною мову українську, 25,91 % — російську, 0,35 % — грецьку та 0,17 % — білоруську мову.